# 1re brigade de fusiliers motorisés de la Garde
La 1re brigade de fusiliers motorisés de la Garde (en russe : 1-я отдельная гвардейская мотострелковая Славянская ордена Республики бригада, abrégé en 1 омсбр, numéro d'unité militaire 08801) est une formation tactique des forces terrestres de la fédération de  Russie, anciennement de la milice populaire de la république populaire de Donetsk.

## Historique
La brigade est créée dans la ville de Torez en novembre 2014 sur la base d'une milice formée par Igor Guirkine dans la ville de Sloviansk, ville qu'elle a quittée après son encerclement par l'armée ukrainienne.
Depuis 2015, la brigade occupe la ligne de démarcation au sud de Donetsk, de Shirokino à Telmanovo. L'unité de combat se distingue par le fait qu'elle recrute uniquement des personnes ayant servi dans les forces armées.
Le 24 février 2022, lors du déclenchement de l'invasion de l'Ukraine par la Russie, la 1re brigade de fusiliers motorisés de la Garde participe à la bataille de Volnovakha et s'empare des villages de Bogdanovka, Nikolaevka et Novognatovka. La brigade prend ensuite part à la bataille de Marioupol.
Après les pertes subies fin 2022, la Russie, lors de la mobilisation, forme le 1439e régiment parmi les mobilisés de la région d'Irkoutsk, qui devient une unité de la brigade. Les personnes mobilisées ne reçoivent qu'un mois de formation. La brigade dispose de chars T-72, de véhicules de combat d'infanterie BMP-1 et d'obusiers 2S1 Gvozdika, équipement qualifiés de vétuste par la presse. Fin 2022, la brigade prend Opytne, à l'ouest de Donetsk , après quoi, elle commence à attaquer Avdiïvka, située au nord. La ville est défendue par des éléments de la 53e brigade mécanisée et de la 36e brigade de marines ukrainiennes, qui ont créé une zone fortifiée au sud d'Avdiïvka. Le soutien de l'artillerie est assuré par la 55e brigade d'artillerie. Le régiment mobilisé et leurs proches enregistrent plusieurs messages vidéo adressés à Vladimir Poutine lui demandant de ne pas les envoyer à l'assaut. Lors de l'attaque, le 1439e régiment de fusiliers motorisés subit des pertes importantes, qualifiées par la presse de « dévastatrices ». Les conscrits et leurs épouses enregistrent quatre appels à Poutine demandant de l'aide et alléguant une formation insuffisante et un manque de munitions. En réponse, les dirigeants de l'armée confisquent les téléphones portables des conscrits et deux soldats sont arrêtés pour sédition. Le gouverneur d'Irkoutsk livre six tonnes de marchandises au régiment - des vêtements d'hiver, des générateurs et des drones,.
En 2023, la 1re brigade slave de fusiliers motorisés de la Garde reçoit l'Ordre de la République de la République populaire de Donetsk. À partir du 10 octobre 2023, elle participe à l'offensive russe sur Avdiïvka, attaquant les positions sud de la ville depuis Spartak et Vodyane. À l'image des autres brigades du 1er corps d'armée, elle subit de très lourdes pertes. À la fin décembre, le site 'Warspotting' recense un minimum de quinze blindés détruits à Avdiïvka dont huit chars ; un chiffre inférieur à la réalité puisque comptabilisant uniquement les pertes dont le marquage permet l'identification de la brigade.